# Els Plans (Serra dels Plans)
Els Plans és el cim de major altura de la serra del mateix nom, entre les comarques de l'Alacantí i l'Alcoià, al País Valencià. Amb 1.329 metres d'alçada és la muntanya de major altura de l'Alacantí.
La muntanya presenta un aspecte allargassat de nord a sud amb cim pla, d'on li ve el nom. Per la part occidental no sobresurt massa respecte a la plana o Canal d'Ibi. A la part oriental i meridional ja present una vessant més pronunciada, entre els pobles de Benifallim i la Torre de les Maçanes.
Als peus del cim dels Plans trobem el Pou del Rontonar de principis del segle xviii, un pou de gel amb 14 metres de profunditat que encara conserva la coberta en forma de cúpula.